# Флета, Мигель
Мигель Бурро Флета (Miguel Burro Fleta; 28 декабря 1897 года, Альбалате-де-Синка, Арагон — 29 мая 1938 года, Ла-Корунья) — испанский оперный певец (лирический тенор), чья карьера длилась с 1919 по 1935 год. Известен как первый исполнитель партии Калафа в опере «Турандот» (и соответственно, первый исполнитель арии Nessun dorma).
Дебютировал на оперной сцене в Триесте в 1919 году, после обучения вокалу у бельгийки Луизы Пьерик (которая стала его импресарио и первой женой). Успешные выступления в Риме открыли ему путь на ведущие международные сцены, включая миланский театр «Ла Скала» (1923—1926) и нью-йоркскую «Метрополитен-оперу» (1923—1925). 
В 1926 году, по настоянию главного дирижёра «Ла Скала» Артуро Тосканини, Флета удостоился чести создать партию Калафа в посмертно поставленной опере Пуччини «Турандот». Однако эта напряжённая драматическая роль потребовала от его лирического тенора предельных усилий, и больше он её не исполнял. Кроме того, руководство «Метрополитен-оперы», узнав из газет о его выступлении в Милане, обвинило певца в нарушении контрактных обязательств, что вылилось в судебные разбирательства, которые лишили его возможности выступать в США.
В середине 1920-х Флета славился виртуозной техникой bel canto, позволявшей чаровать публику эффектными messa di voce и pianissimo. Со временем его исполнение стало манерным: он старался перещеголять Джильи высотой своих нот и длительностью  diminuendo. Как показывают записи конца 1920-х годов, некогда контролируемое и лёгкое вибрато заметно потеряло устойчивость.
Напряжённый график выступлений Флеты — по Европе, Латинской Америке, Китаю — означал перенапряжение его вокального аппарата. Негативно сказывались на его состоянии как хаотичная личная жизнь (череда браков и разводов, пристрастие к спиртному, недолеченный сифилис), так и увлечение франкизмом, которое привело его в ряды Фаланги. 
К 1930 году оперная карьера Флеты была закончена. До 1935 года он исполнял сарсуэлу в испанских театрах, но после записи гимна испанских фашистов и вовсе перестал выступать. Умер в полубедности в возрасте 40 лет. Несмотря на бесславный конец, в Испании его помнят благодаря блеску сохранившихся записей середины 1920-х годов. Влияние его мастерских pianissimo на собственную манеру исполнения признавала Монсеррат Кабалье. В одном из парков Сарагосы ему поставлен памятник.